# Rodney Trotter
Rodney Charlton Trotter (rođen 26. veljače 1960.) fiktivni je lik iz BBC-jeva sitcoma Mućke kojeg glumi Nicholas Lyndhurst. 

## Datum rođenja
BBC-jev vodič kroz humoristične serije za Mućke jasno ističe da je Rodney rođen 26. veljače; no, taj je podatak kontradiktoran s onim iz epizode "Sleepless in Peckham", kad Cassandra od Freddieja Žapca na staroj slici iz 1960. pomisli da je Rodney, na što Rodney kaže kako je fotografija snimljena u srpnju 1960., prije nego što je on rođen (prema Rodneyju), što znači da je Rodneyjev datum rođenja 2. studenog kako se otkriva u epizodi "The Unlucky Winner Is...".

## Osobnost
Rodneyjeva osobnost temeljena je na iskustvima autora serije Johna Sullivana koji je, kao i Rodney, imao starijeg brata i tvrdio kako je u mladosti bio sanjar i idealist.
Jedan aspekt Rodneyjeve osobnosti koji se spominje u brojnim epizodama je da voli žene u uniformama, posebno policajke. To se prvi put spominje u epizodi "Go West Young Man" kad Rodney kaže Delu da je već duže vrijeme namjeravao odjenuti svoju tadašnju bivšu djevojku u policajku. Spominje se i u "Sleeping Dogs Lie" kad Del ugleda kako Rodney zuri u medicinsku sestru. U "The Unlucky Winner Is...", Del kaže (ispred Cassandre) da se Rodney pali na žene u uniformama, međutim Rodney to u razgovoru s Cassandrom opovrgne. 
U "If They Could See Us Now", Cassandra se odijeva u policajku iz serije Policija zbog Rodneyjeve fascinacije policajkama, a sve u sklopu fantazijske terapije kako bi se začinio njen i Rodneyjev brak. 

## Osobni život
Prema Delovim riječima, Rodney je i s četiri godine bio u pelenama. Del je u epizodi "Mother Nature's Son" tvrdio kako je Rodney dojio do kad je imao tri i pol godine. Nakon što je napustio školu s malom maturom iz umjetnosti i matematike, izbačen je s Umjetničke akademije zbog pušenja kanabisa. U ranim epizodama, Rodneyja je mučila ta činjenica, uz slabi posao i življenje u sirotinjskom stanu. Bio je zabrinut da nikad neće osjetiti neovisnost za kojom je čeznuo. Kad je upoznao Cassandru, konačno mu se ukazala prilika da napreduje u životu, što je rezultiralo napuštanjem Dela.
U kasnijim epizodama, jedina stvar koja je mučila Rodneyja bio je njegov nećak Damien, o kojem je imao česte noćne more da će biti Sotonin sin, čemu nije pomoglo ni njegovo ime. (Iako je dječak dobio ime upravo na Rodneyjev nehotični prijedlog).  
Jedan od stalnih skečeva kroz cijelu seriju bio je da ga Brzi uvijek zove "Dave".

### Obitelj
Rodney je sin Joan Mavis Trotter, unuk Edwarda Trottera te pranećak Alberta Trottera. Ima nećaka Damiena. 
Tijekom cijele se serije mislilo kako je Rodneyjev otac Reg Trotter, iako je to pitanje kasnije dovedeno u pitanje, primjerice u božićnim specijalima iz 1983. i 1987. "Thicker than Water" i "The Frog's Legacy" zbog neizbježne činjenice da dijeli malo sličnosti s Delom ili Regom u smislu izgleda i osobnosti. U posljednjoj epizodi serije, božićnom specijalu "Sleepless in Peckham", Rodney je preko stare fotografije otkrio da on i Del zapravo ne dijele istog oca. Otkriva se kako je njegov biološki otac lokalni lopov džentlmen, Freddie "Žabac" Robdal, koji je 1959. imao aferu s Rodneyjevom majkom.
Rodney živi s Cassandrom, njihovom kćerkom Joan, Delom, Delovom "boljom polovicom" Raquel i njihovim sinom Damienom u stanu 368 na 12. katu izmišljenog Naselja Nelsona Mandele u Peckhamu u Londonu.

### Brak s Cassandrom
Rodney je upoznao Cassandru na računalnom tečaju u epizodi "Yuppy Love", a oženio ju je 1989. Njezin otac Alan zaposlio je Rodneyja u svojoj tvrtki Parry Print Ltd (sve dok Rodney nije slučajno dao otkaz), a uz Delovu financijsku pomoć, uspio je kupiti stan i konačno se iseliti iz Naselja Nelsona Mandele. Brak im je krenuo nizbrdo kad je Rodney, nakon dolaska s muškog izleta u epizodi "The Jolly Boys' Outing", udario i razbio nos Cassandrinom šefu misleći kako ga ona vara s njim. U sljedećoj su se epizodi "Rodney Come Home" rastali, a tijekom sedme sezone su pokušavali pomiriti svoje razlike. U epizodi "The Chance of a Lunchtime" Del je igrao miritelja. Sve je završilo uspješno, sve dok Cassandra nije vidjela Rodneyja kako prati jednu od starih Delovih zaručnica do taksija koja je bila iznimno pijana. U "Three Men, a Woman and a Baby", Cassandra kaže Rodneyju da je između njih sve gotovo. No, majka joj savjetuje da potraži savjet kod njihovog odvjetnika, koji joj kaže da bi trebali razgovarati. Pomirili su se kad ju je Rodney "iskoristio" pretvarajući se da je ubio štakora. U "Miami Twice" Cassandra ga je opet izbacila, a zajedno su provodili samo vikende. U "Mother Nature's Son" su se pomirili i ostali zajedno do kraja. Od tada su pokušavali dobiti dijete, a na kraju epizode "Heroes and Villains" objavljuje se kako je Cassandra konačno zatrudnjela. Međutim, pobacila je na kraju sljedeće epizode, "Modern Men". Rodney i Cassandra u posljednjoj epizodi dobivaju kćer Joan, koju je Rodney nazvao prema svojoj pokojnoj majci.

### Neovisnost
Jedna od stvari za kojim Rodney žudi tijekom većeg dijela serije jest neovisnost. U prvoj je epizodi pobjegao jer je umoran od toga da ga Del tretira kao dijete.
Nakon što ga je Del uvjerio kako ga traži policija jer ga je optužila mentalno poremećena žena kojoj je pokušavao pomoći, Rodney je dva dana proveo u bijegu.

## Karijera
Nakon što je izbačen s koledža, Del je dao Rodneyju posao "kompanjona" i potrčka. Na kratko je bio predsjednik Udruženja stanara. Rodney je 20 godina, od 1981. do 2001., radio u podređenoj poziciji, kad je sud zabranio Delu preuzimanje bilo kakve poslovne funkcije. Kad se "tvrtka" Trotters Independent Traders našla pred zatvaranjem, Delu je na pamet palo da Rodneyju nije zabranjeno poslovanje tvrtkom pa je nakon 20 godina Rodney konačno stupio na čelo, iako samo nominalno.
Rodney je jedno vrijeme radio kao financijski direktor tvrtke Trotters Independent Traders, iako mu je opis posla obično uključivao natovaranje robe u kombi. Rodneyja često muči savjest zbog Delovih poslovnih malverzacija, kao što je trgovanje ukradenom robom. Usprkos svojim etičkim prigovorima, Rodney se obično predomisli nakon Delovih lekcija iz poslovanja i zbog iskušenja novčanih nagrada.

## Srednje ime
Rodneyjevo srednje ime, "Charlton", otkriveno je tijekom njegova vjenčanja 1989. Matičar je mudro odlučio da ga neće unijeti nakon što se gosti u Kobiljoj glavi nisu mogli prestati smijati. Rodneyjeva majka dala mu ga je jer je bila navijačica kluba Charlton Athletic F.C.

## Vanjske poveznice
- Rodney Trotter u internetskoj bazi filmova IMDb-u